# Herb Wysokiego Mazowieckiego
Herb Wysokiego Mazowieckiego – jeden z symboli miasta Wysokie Mazowieckie w postaci herbu.

## Wygląd i symbolika
Herb przedstawia na niebieskiej tarczy białego łabędzia, płynącego w heraldycznie prawą stronę. Kolor wody zielony.
Brak jest źródeł mówiących o symbolice herbu. Według jednej z wersji powstanie herbu wywodzi się od stawów królewskich, na których gnieździły się łabędzie. Druga wersja powołuje się na wierność mieszkańców miasta księciu mazowieckiemu. Łabędź jest symbolem wierności i przywiązania.

## Historia
Herb ustanowiony została wraz z lokacją miasta w XVI wieku. 